# Гаджиев, Сахават Икрам оглы
Сахават Икрам оглы Гаджиев (род. 7 февраля 1994) — российский дзюдоист, призёр чемпионата Европы среди юношей, чемпион мира среди юношей, чемпион и призёр чемпионатов России, мастер спорта России международного класса. Тренировался под руководством О. В. Селяниной и М. Е. Федосеева. Выступает в суперлёгкой весовой категории (до 60 кг). Живёт в Екатеринбурге. На внутрироссийских соревнованиях представляет клуб «Вооружённые силы» (Екатеринбург).

## Спортивные результаты
- Первенство Европы среди кадетов 2009 года — ;
- Первенство мира среди кадетов 2009 года — ;
- Первенство Европы среди кадетов 2010 года — ;
- Первенство Европы среди юниоров 2011 года — ;
- Первенство мира среди юниоров 2011 года — ;
- Чемпионат России по дзюдо 2015 года — ;
- Чемпионат России по дзюдо 2016 года — ;
- Первенство Европы среди молодёжи 2016 года — ;
- Чемпионат России по дзюдо 2017 года — ;
- Чемпионат России по дзюдо 2018 года — ;
- Чемпионат России по дзюдо 2019 года — ;
- Чемпионат России по дзюдо 2022 года — ;